# Doug Brochu
Douglas „Doug“ Brochu (* 29. September 1990 in Fayetteville, North Carolina) ist ein US-amerikanischer Schauspieler und Comedian. Bekannt wurde er vor allem durch seine Rolle als Grady Mitchell in der Fernsehserie Sonny Munroe, wo er eine der Hauptfiguren darstellt. Sein Bruder Chris und seine Schwester Kaitlyn sind ebenfalls beide im Schauspielbereich tätig, wobei allerdings sein älterer Bruder in namhafteren Produktionen zum Einsatz kam, jedoch noch nicht den Durchbruch feierte.

## Leben
Doug Brochu wurde im Jahre 1990 in Fayetteville im US-Bundesstaat North Carolina geboren, wo sein Vater im Militär stationiert war und wo er auch aufwuchs. Nach einigen Umzügen, unter anderem nach Florida, lebt Brochu derzeit (Stand: 2011) in Los Angeles, Kalifornien. Seine Karriere als Schauspieler begann er wie viele seiner Kollegen in lokalen Theaterproduktionen, von denen er im Laufe der Zeit auch zu größeren nationalen Produktionen kam. So spielte er unter anderem in Orlando, Florida in Stücken wie My Fair Lady oder Smokey Mountain Christmas und in Los Angeles, wo er in Stücken wie The Play’s the Thing oder Forever Broadway eingesetzt wurde. Durch sein Engagement im Theater fand er schließlich den Weg zum Komikerdarsein und durch dieses den Weg in Film und Fernsehen. Seine erste nennenswerte Rolle hatte er dabei im Jahre 2007, als er in einer Episode von Zoey 101 als Blatzberg in Erscheinung trat. Noch im gleichen Jahr schaffte er es auch in einer Gastrolle ins Team von iCarly, wo er bis 2008 gleich in drei verschiedenen Episoden zum Einsatz kam. Seinen Durchbruch feierte Brochu allerdings im Jahre 2009, als er als einer der Hauptdarsteller in den Cast von Sonny Munroe geholt wurde, wo er fortan die Rolle des Grady Mitchell, den besten Freund von Nico Harris (Brandon Mychal Smith), übernahm, in der er bis dato (Stand: März 2011) in beinahe allen Episoden eingesetzt wurde. Des Weiteren kam er im Jahre 2009 als Synchronsprecher in einer Folge von Disneys Tauschrausch zum Einsatz und war außerdem in/auf Disney 365 zu sehen. 2010 folgte eine Gastrolle als Oogie in einer Folge von Pair of Kings – Die Königsbrüder. Weitere nennenswerte Auftritte hatte er unter anderem auch in Disney Channel’s Totally New Year 2008, einem Neujahrs-Event, das in der Nacht vom 31. Dezember 2008 zum 1. Januar 2009 übertragen wurde, sowie im Jahre 2010 in Disney Get Connected, wo er als er selbst in Erscheinung trat. Außerdem war er bei der alljährlich stattfindenden Hollywood Christmas Parade im Jahre 2010 neben einer Reihe namhafter Persönlichkeiten aus Film und Fernsehen zu sehen. Obgleich er in der Serie Sonny Munroe einen eher trägen und immer hungrigen Charakter innehat, ist er im wirklichen Leben sehr sportbegeistert und in verschiedenen Sportarten aktiv.

## Filmografie (Auswahl)
- 2007: Zoey 101 (1 Folge)
- 2007–2008: iCarly (3 Folgen)
- 2009: Tauschrausch (The Replacements, 1 Folge)
- 2009: Disney 365 (1 Folge)
- 2009–2012: Sonny Munroe (Sonny With A Chance, 47 Folgen)
- 2010–2012: Pair of Kings – Die Königsbrüder (Pair of Kings, 2 Folgen)
- 2011–2012: So Random! (26 Folgen)
- 2021: iCarly (Fernsehserie, Folge 1x06)